# Psycho Magnet
Psycho Magnet è il secondo album della gothic band statunitense London After Midnight.

## Formazione
- Sean Brennan - voce, chitarra, tastiera, batteria
- Tamlyn - tastiera
- Michael Areklett - basso
- Edward Hawkins - chitarra
- Joe S - batteria

## Tracce
1. Psycho Magnet – 4:17
2. Where Good Girls Go to Die – 4:19
3. Innocence Lost (Intro) – 0:27
4. Kiss – 6:22
5. Shatter (All My Dead Friends) – 6:09
6. The Bondage Song – 1:56
7. A Letter To God – 2:59
8. Carry On... Screaming (Ruins) – 5:06
9. Theme from the film Love and Affliction (remix) – 2:59
10. HATE! – 4:49
11. Where Good Girls Go to Die (edit mix) – 4:19
12. Kiss (ra mix) – 4:32